# 霞山大戟
霞山大戟（学名：Euphorbia shouanensis）为大戟科大戟属下的一个种。

## 扩展阅读
- 維基物種上的相關：霞山大戟